# Mr. Ho
Mr. Ho (Mr.ホー) é um mangá one-shot escrito e ilustrado por Akira Toriyama, publicado na revista Weekly Shonen Jump em 1986. Depois, em 1988, o mangá foi republicado na compilação de histórias curtas em tankōbon Akira Toriyama's Manga Theater Vol. 2. A história é semelhante à "Saga Red Ribbon" da série Dragon Ball, também de Toriyama, e o protagonista, Mr. Ho, é semelhante ao personagem Yamcha da série.
Foi publicado no Brasil em 2007 pela Conrad Editora, na revista encadernada Marusaku que trazia os primeiros mangás de Toriyama.

## Enredo
A história gira em torno de um ex-soldado do Norte chamado Mr. Ho, cujo carro voador quebra enquanto passeava pelo Sul. Como uma guerra entre o Norte e o Sul terminou recentemente, Ho não é tratado gentilmente pelos cidadãos do Sul por ser um soldado do Norte. Enquanto está em um bar tentando se informar sobre o aluguel de um carro, Ho conhece um rapaz chamado Chazke e seu amigo gato antropomórfico, eles decidem deixar que Ho use o carro de seu rancho em troca de ensiná-los a usar armas para lutar com a gangue do Chai, que estão aterrorizando o Sul.
Quando eles chegam no rancho, Ho conhece a irmã mais velha de Chazke (que ele viu antes, quando seu carro bateu). Mantendo a sua parte do acordo, Ho é levado para o porão do rancho onde tem um arsenal de armas militares que pertenciam ao falecido pai de Chazke. Os membros da gangue do Chai vão ao rancho e sequestram a irmã de Chazke, Ho não consegue impedi-los porque escorrega em uma garrafa. Ho decide salvar a garota e decola para a base da gangue em um avião que estava no porão. Quando está na base, Ho vence facilmente toda a gangue, incluindo o chefe, revelando que Ho fez parte da lendária "Unidade 223" que ficou conhecida como os "Boinas Negras". Depois que Ho explode a base, ele volta para o rancho com a irmã de Chazke, que ficou muito agradecida. A história termina com Ho e a garota dando um passeio de carro.